# Zizula lysimon
Zizula lysimon är en fjärilsart som beskrevs av Henry Trimen 1866. Zizula lysimon ingår i släktet Zizula och familjen juvelvingar. Inga underarter finns listade i Catalogue of Life.